# Eagle Air (Sierra Leone)
Eagle Air war eine private Fluggesellschaft aus Sierra Leone mit Sitz in Freetown und Basis auf dem Flugplatz Hastings.
Eagle Air wurde im Oktober 2006 gegründet und war die einzige aktive Fluggesellschaft in Sierra Leone mit regelmäßigem Flugplan. Sie bediente von Hastings aus nationale Ziele. Die Gesellschaft wurde spätestens im Juni 2016 liquidiert.
Mit Stand 2015 bestand die Flotte der Eagle Air aus einer Let L-410UVP, welche 17 Passagieren Platz bietet.